# Spezialpolizei des Oberschlesischen Selbstschutz

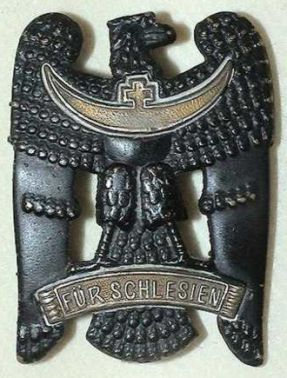
Schlesischer Adler 1. Stufe

Die Spezialpolizei des Oberschlesischen Selbstschutz (SP) war eine paramilitärische Organisation in der Weimarer Republik. Sie wurde offenbar Ende 1920 in Breslau hauptsächlich aus Freikorpsangehörigen der 3. Marinebrigade (Marine-Brigade von Loewenfeld) aufgestellt.
Ihr Gründer war der Regierungskommissar Carl Spiecker, ihr militärischer Führer Heinz Oskar Hauenstein. Die Spezialpolizei wurde als militärische Geheimdiensttruppe im Kontext des zweiten oberschlesischen Aufstands gegen polnische Kommandotrupps der Polska Organizacja Wojskowa (POW) bzw. ihrer Bojowka Polska (BP) eingesetzt; letztere wurde von deutscher Seite auch als „polnische Tscheka“ bezeichnet. Unklar ist, wann die Spezialpolizei aufgelöst wurde; vermutlich im April 1921. Angeblich tötete die Spezialpolizei in so genannten Stoßtruppunternehmen innerhalb weniger Wochen gut 200 Personen, die entweder der Mitgliedschaft oder der Zusammenarbeit mit der Bojowka Polska verdächtig waren. Ein Teil des Personals der Spezialpolizei scheint gut 15 Jahre später in die Abwehr unter Admiral Wilhelm Canaris eingetreten zu sein und fand möglicherweise bei der Kommandotruppe der „Brandenburger“ Verwendung. Die Operationsweise der Spezialpolizei und ihrer polnischen Gegner weist deutliche Parallelen zur Irish Republican Army (IRA) während der Ägide von Michael Collins auf; im weitesten Sinn könnte man sie im modernen Sinn als Asymmetrische Kriegführung charakterisieren. Seinerzeit wurde diese Art der informellen Kriegführung als „Krieg im Dunkeln“ bezeichnet.